# Canton d'Aizenay
Le canton d'Aizenay est une circonscription électorale française située dans le département de la Vendée et la région des Pays de la Loire.
Dans le cadre du redécoupage cantonal de 2014, il est recréé par un décret du 17 février 2014 et entre en vigueur à l'occasion des premières élections départementales, le 22 mars 2015.

## Histoire
Le premier canton d'Aizenay est créé par le décret du 26 février 1790, et comprend deux communes, Aizenay et Venansault.
Le canton est supprimé dans le cadre du redécoupage cantonal opéré sous le Consulat, par l'arrêté du 9 brumaire an X (31 octobre 1801). Les communes rejoignent le canton du Poiré-sur-Vie et celui de La Roche-sur-Yon.
Le canton d'Aizenay est recréé par l'article 2 du décret no 2014-169 du 17 février 2014 ; il comprend des communes des anciens cantons du Poiré-sur-Vie et de Rocheservière.

## Représentation
| Période élective | Période élective | Mandat | Mandat   | Identité          | Nuance | Nuance | Qualité |
| ---------------- | ---------------- | ------ | -------- | ----------------- | ------ | ------ | --- |
| 2 avril 2015     | 2021             | 2015   | 2021     | Mireille Hermouet |        | DVD    | Chargée d'affaires dans une agence d'emploi 2e adjointe (2014-2020) puis maire de Saint-Denis-la-Chevasse (depuis 2020)                                  |
| 2 avril 2015     | 2021             | 2015   | 2021     | Alain Lebœuf      |        | LR     | Cadre supérieur du secteur privé Député de la Vendée (2012-2017) 3ème Vice-Président du Conseil départemental, ancien maire de Rocheservière (2001-2012) |
| 2021             | 2028             | 2021   | en cours | Mireille Hermouet |        | DVD    | Conseillère sortante |
| 2021             | 2028             | 2021   | en cours | Alain Lebœuf      |        | LR     | Conseiller sortant, Président du conseil départemental                                                                                                   |

Lors des élections départementales de 2015, le binôme composé de Mireille Hermouet et Alain Lebœuf (Union de la Droite) est élu au premier tour avec 52,76 % des voix. Le taux de participation est de 54,67 % (17 366 votants sur 31 768 inscrits) contre 52,59 % au niveau départemental et 50,17 % au niveau national.

## Composition

### Composition de 1790 à 1801
Le canton comprenait deux communes.
| Nom                 | Superficie (km2) | Population (1800) | Densité (hab./km2) |
| ------------------- | ---------------- | ----------------- | ------------------ |
| Aizenay (chef-lieu) | 81,06            | 2 067             | 25,46              |
| Venansault          | 44,49            | 1 454             | 32,68              |

### Composition depuis 2015
Lors du redécoupage de 2014, le canton comprenait 14 communes entières.
À la suite de la création des communes nouvelles de Bellevigny et Montréverd au 1er janvier 2016, le canton comprend désormais onze communes entières.
| Nom                             | Code Insee | Intercommunalité                                  | Superficie (km2) | Population (dernière pop. légale) | Densité (hab./km2) | Modifier                                    |
| ------------------------------- | ---------- | ------------------------------------------------- | ---------------- | --------------------------------- | ------------------ | ------------------------------------------- |
| Aizenay (bureau centralisateur) | 85003      | CC de Vie-et-Boulogne                             | 81,06            | 10 218 (2022)                     | 126                | modifier les données · modifier les données |
| Beaufou                         | 85015      | CC de Vie-et-Boulogne                             | 29,06            | 1 654 (2022)                      | 57                 | modifier les données · modifier les données |
| Bellevigny                      | 85019      | CC de Vie-et-Boulogne                             | 38,52            | 6 239 (2022)                      | 162                | modifier les données · modifier les données |
| La Genétouze                    | 85098      | CC de Vie-et-Boulogne                             | 13,12            | 1 963 (2022)                      | 150                | modifier les données · modifier les données |
| L'Herbergement                  | 85108      | CA Terres de Montaigu, communauté d'agglomération | 16,75            | 3 437 (2022)                      | 205                | modifier les données · modifier les données |
| Les Lucs-sur-Boulogne           | 85129      | CC de Vie-et-Boulogne                             | 53,15            | 3 671 (2022)                      | 69                 | modifier les données · modifier les données |
| Montréverd                      | 85197      | CA Terres de Montaigu, communauté d'agglomération | 48,47            | 3 833 (2022)                      | 79                 | modifier les données · modifier les données |
| Le Poiré-sur-Vie                | 85178      | CC de Vie-et-Boulogne                             | 71,90            | 8 637 (2022)                      | 120                | modifier les données · modifier les données |
| Rocheservière                   | 85190      | CA Terres de Montaigu, communauté d'agglomération | 28,15            | 3 571 (2022)                      | 127                | modifier les données · modifier les données |
| Saint-Denis-la-Chevasse         | 85208      | CC de Vie-et-Boulogne                             | 39,47            | 2 425 (2022)                      | 61                 | modifier les données · modifier les données |
| Saint-Philbert-de-Bouaine       | 85262      | CA Terres de Montaigu, communauté d'agglomération | 50,16            | 3 622 (2022)                      | 72                 | modifier les données · modifier les données |
| Canton d'Aizenay                | 8501       |                                                   | 469,81           | 49 270 (2022)                     | 105                | modifier les données                        |

### Intercommunalités
Le canton d'Aizenay est à cheval sur deux communautés de communes :
- la communauté de communes de Vie-et-Boulogne (huit communes) ;
- Terres-de-Montaigu, communauté de communes Montaigu-Rocheservière (trois communes).

## Démographie
En 2022, le canton comptait 49 270 habitants, en évolution de +6,33 % par rapport à 2016 (Vendée : +5,33 %, France hors Mayotte : +2,11 %).
| 2013   | 2018   | 2022   |
| ------ | ------ | ------ |
| 44 322 | 47 375 | 49 270 |